# Южний (Новокузнецький район)
Южни́й (рос. Южный) — селище у складі Новокузнецького району Кемеровської області, Росія. Входить до складу Загорського сільського поселення.

## Населення
Населення — 187 осіб (2010; 182 у 2002).
Національний склад (станом на 2002 рік):
- росіяни — 99 %